# Pere Cuadras i Feixes
Pere Cuadras i Feixes (Sant Pere de Ribes, Garraf, 1834-1902) va ésser un propietari agrícola que formà part de l'Institut Agrícola Català de Sant Isidre i fou un dels fundadors del Sindicat Comarcal de Propietaris Rurals, creat per a lluitar contra la fil·loxera (1883).
També fou un dels fundadors del Centre Recreatiu de Ribes, entitat cultural que aplegava la classe benestant. Tals activitats el portaren a participar en la política local i, com a batlle, impulsà la modernització i l'engrandiment urbanístic de Ribes (1890-1894). El 30 de juny de 1893 fou l'encarregat d'inaugurar l'ampliació del nou ajuntament.
En el camp del catalanisme polític, i dins la Unió Catalanista, fou designat delegat a les Assemblees de Manresa (1892), Reus (1893), Balaguer (1894), Olot (1895) i Terrassa (1901).